# Seguidilla (poesía)
La seguidilla (a veces llamada siguirilla) es una estrofa de arte menor formada por cuatro versos: los impares heptasílabos y libres, y los pares pentasílabos con rima asonante. Esto le da un carácter ligero y sentencioso, de pie quebrado, propio para el rasgo de ingenio, el piropo entre amantes o el humor. Es de origen oral y tradicional (lírica tradicional), y fue adoptada desde el siglo XVII también por la poesía culta.

## Variedades
- Seguidilla simple, a veces llamada seguidilla arromanzada: los versos impares quedan sueltos (sin rima) y los pares riman en asonante (7-, 5a, 7-, 5a).

Hacia Roma caminan
dos peregrinos,
a que los case el Papa,
porque son primos.
García Lorca, Los peregrinos.
- Seguidilla compuesta: añade a la simple tres versos: dos pentasílabos que riman entre sí, en asonante, y un heptasílabo central suelto en medio (7-, 5a, 7-, 5a. + 5b, 7-, 5b). Este aditamento es curiosamente parecido al haikú o haikai japonés, que al contrario que la forma española carece de rima.
- Seguidilla chamberga:  A la seguidilla simple se le añaden tres pareados de trisílabo y heptasílabo con distinta asonancia en cada uno de ellos. Esta forma popular, poco frecuente en la poesía culta, suele tratar de temas piadosos.
- Seguidilla gitana, flamenca o de plañir: Cuatro versos con asonancia en los pares; los

dos primeros hexasílabos; el tercero, generalmente endecasílabo y a veces decasílabo; el cuarto, hexasílabo. Se da en el modernismo:
Las que se publican
no son grandes penas;
las que se callan y se llevan dentro
son las verdaderas (Manuel Machado)
- Seguidilla real: Variante de la seguidilla simple inventada por sor Juana Inés de la Cruz, con rima asonante en los versos pares; el primer y el tercer verso son decasílabos, y el segundo y el cuarto, hexasílabos. (10-, 6a, 10-, 6a)

Sin farol se venía una dueña
guardando el semblante,
porque dice que es muy conocida
por las Navidades (Sor Juana Inés de la Cruz)

## Origen
Una preforma de la seguidilla se encuentra ya en las jarchas: es más un ritmo que una estrofa consolidada: versos impares fluctuantes y versos pares de cinco o seis sílabas; al ser de origen popular, es natural en ella la irregularidad métrica. Tomás Navarro Tomás cita como antecedentes dos jarchas hispanohebreas de los siglos XI-XII. Emilio García Gómez transcribe y traduce la primera así:
¿Báidēš ad Ešbīlya
fī zayyi táŷ ir?
¡Qērēd amigar-noš
d´Aben Muhaŷir!
¿Os vais de Sevilla
en guisa de mercader?
Haced el favor de hacernos amigos
de Aben Muhaŷir.
Esta cuarteta tiene los versos impares hexasílabos (es decir, de seis sílabas) y los pares de cinco (pentasílabos), lo que le da un «ritmo de seguidilla», con rima consonante en los pentasílabos. Es una estrofa análoga a la jarcha número V de la serie árabe, cuyos versos endecasílabos están divididos en dos hemistiquios de seis y cinco sílabas, con rima consonante en los versos pares.
Las Cantigas de amigo en lengua galaico-portuguesa recogen algunos testimonios del siglo XIII, como este de Martín Codax:
Mía irmana fremosa,
treides comigo
a la igreja de Vigo,
u é o mar salido
El primer ejemplo recogido por escrito de seguidilla castellana pertenece a Juan Álvarez Gato, quien nació en Madrid, hacia 1440-1450 y murió entre 1501 y 1512. El propio autor la contrahízo luego a lo divino y le sirvió de tema para un villancico devoto:
Quita allá, que no quiero, / falso enemigo, / quita allá que no quiero / que huelgues conmigo.
Quita allá, que no quiero, / mundo enemigo, / quita allá que no quiero / pendencias contigo.
Cervantes, en El celoso extremeño, se refiere a las seguidillas con el nombre de seguidas: «Cantó asimismo Loaysa coplillas de la seguida, con que acabó de echar el sello al gusto de los escuchantes». En la época, estas coplas solían relacionarse con el mundo marginal de prostitutas y rufianes de mala vida, por lo que tomaron un cierto contenido jocoso y satírico, y así en otro lugar Cervantes dice lo siguiente:
Pues ¿qué cuando se humillan a componer un género de verso que en Candaya se usaba entonces, a quien ellos llamaban «seguidillas»? Allí era el brincar de las almas, el retozar de la risa, el desasosiego de los cuerpos y finalmente el azogue de todos los sentidos. Y, así, digo, señores míos, que los tales trovadores con justo título los debían desterrar a las islas de los Lagartos (M. de Cervantes, Don Quijote, II, 38).
Pero Cervantes las usa en sus escritos, y escribe en el Viaje del Parnaso: Las jarcias parecían seguidillas / de disparates mil y más compuestas, / que suelen en el alma hacer cosquillas….